# Rhynchodia (chi bướm)
Rhynchodia là một chi bướm đêm thuộc họ Noctuidae.